# Le Chant du Rossignol (Stravinsky)
Le Chant du Rossignol (De zang van de nachtegaal) is een ballet dat George Balanchine maakte voor de beroemde Ballets Russes van Serge Diaghilev. De muziek is van de hand van Igor Stravinsky en is een suite uit zijn opera Le Rossignol. Het is geschreven naar het sprookje De Chinese nachtegaal van Hans Christian Andersen.
Het werk ging in 1920 in Parijs in première. Destijds was dit ballet een meesterstuk met grootheden als Dame Alicia Markova (de Nachtegaal, 1910), de componist Igor Strawinsky (1882 – 1971), de choreograaf George Balanchine en de schilder Henri Matisse (1869 - 1954, die de decors maakte. Deze kunstenaars werden samengebracht door Serge Diaghilev, de stichter van de "Ballets Russes".
De tand des tijds liet niets van dit ballet over, maar dankzij intensief speurwerk van Millicent Hodson en Kenneth Archer werd het in zijn geheel gereconstrueerd. 
De Ballet Russe de Monte Carlo dansten in het stuk in 1999 tijdens het Holland Dance Festival als bijzondere première.